# إيفان نيز
إيفان نيز (بالإسبانية: Iván Knez)‏ هو لاعب كرة قدم أرجنتيني في مركز قلب الدفاع، ولد في 21 يوليو 1974 في بوينس آيرس في الأرجنتين. لعب مع رابيد فيينا ونادي آوغسبورغ ونادي بازل ونادي لوزيرن ويانغ بويز.

## وصلات خارجية
- إيفان نيز على موقع قاعدة بيانات كرة القدم.إي يو (الإنجليزية)
- إيفان نيز على موقع عالم كرة القدم.نت (الإنجليزية)